# Album Seven by Rick
Album Seven van Rick is het zevende studio album van rock-'n-roll- en popidool Ricky Nelson, uitgebracht in maart 1962 door Imperial Records. Dit was zijn laatste lp voor het label. Het album werd opgenomen in de United Western Recorders studio's in Los Angeles, Californië. Het bevatte Nelsons vaste groep songwriters, waaronder Jerry Fuller. Jimmie Haskell was de arrangeur en Charles "Bud" Dant produceerde het album.
Het album debuteerde in de Billboard Top LPs-hitlijst in de uitgave van 14 april 1962 en bleef 20 weken in de hitlijst staan, met een piek op nummer 27. Het bereikte nummer 31 in de Cashbox albums-hitlijst na een run van tien weken.
Het album werd op 30 januari 2001 uitgebracht op compact disc door Beat Goes On, als tracks 1 tot en met 12 op een combinatie van twee albums op één schijf, waarbij tracks 13 tot en met 24 bestonden uit Nelsons verzamelalbum uit 1963, It's Up to You. Het werd uitgebracht als een van de twee albums op één cd door Capitol Records op 19 juni 2001, samen met Nelsons EP uit 1960, Ricky Sings Spirituals. Bear Family nam het album op in de boxset The American Dream in 2001.